# Trogoderma granarium
El gorgojo Khapra o escarabajo Khapra (Trogoderma granarium), nativo del sur de Asia, es una de las pestes más destructivas de granos y semillas del mundo. Es considerado una de las 100 especies invasoras peores del mundo. Las infestaciones son muy difíciles de controlar ya que este insecto posee la habilidad de sobrevivir sin alimento por períodos prolongados; prefiere ámbitos secos y alimento con bajo contenido de humedad y es resistente a numerosos insecticidas.
Existe una cuarentena federal en Estados Unidos que limita la importación de arroz desde países infestados por este gorgojo. La infestación por el gorgojo Khapra puede echar a perder mercancías de valor y producir importantes daños económicos si se introduce en una zona nueva. La manipulación o consumo de granos, semillas y productos asociados puede producir trastornos en la salud tales como irritación de la piel y malestares gastrointestinales.

## Descripción
Los gorgojos adultos son marrones y miden 1.6–3 mm de largo. Las larvas inmaduras miden hasta 5 mm de largo y se encuentran recubiertas por una densa capa de pelo rojizo-amarronado. La etapa larval dura de cuatro a seis semanas, pero puede llegar a durar siete años. Los machos son marrón oscuro o negro, y las hembras son algo más grandes y de color un poco más claro. La vida de un gorgojo de Khapra adulto se extiende de 5 a 10 días. El gorgojo prefiere condiciones cálidas y secas y se lo encuentra en sitios donde se almacenan o procesan granos. La especie es nativa de India, su hábitat natural se extiende desde Burma hasta el oeste de África. El gorgojo Khapra es sinántropo, viviendo predominantemente asociado con el ser humano.
Los huevos del gorgojo de Khapra son cilíndricos uno de sus extremos es redondeado y el otro en punta, miden 0.7 mm de largo y 0.25 mm de diámetro, weighing about 0.02 mg. El extremo en punta posee unas proyecciones que asemejan púas. Inicialmente los huevos poseen un tono blanco lechoso pero luego de algunas horas toman un color amarillento claro.
La fisiología del gorgojo Khapra es influida en gran medida por su dieta. Borzoui et al. encontraron que el centeno provee el medio ambiente óptimo para la reproducción y desarrollo de los individuos de esta especie. Por lo contrario las dietas a base de nuez y arroz reducen la fertilidad femenina y el peso de los individuos, a la vez que alargan la duración de la etapa larval.

## Como especie invasora
El gorgojo Khapra se ha diseminado por numerosos países del Mediterráneo, Medio Oriente, Asia y África. También se lo ha detectado en América del Norte. Los agentes de aduana de Estados Unidos lo han descubierto en infestaciones aisladas en las costas este y oeste de Estados Unidos, pero hasta ahora los esfuerzos realizados han sido exitosos para contener y erradicar esta peste. Los oficiales de la aduana de Estados Unidos han interceptado al gorgojo en unas oportunidades en el 2011, “comparado con tres a seis veces por año en 2005 y 2006, y un promedio de unos 15 por año desde 2007 al 2009.”
El tipo de producto en el cual el gorgojo es transportado influye sobre su capacidad de adaptación a nuevos entornos. Se ha determinado que la harina integral de cebada y granos de trigo partidos permiten el desarrollo de mayor cantidad de larvas y adultos comparados con otros productos de granos, mientras que la cebada pelada, el maíz, y la avena integral dan lugar a desarrollo de poblaciones menos numerosas.

## Métodos de control
La fumigación con bromuro de metilo es el tratamiento más efectivo. Se ha utilizado el neem en polvo para controlar el gorgojo en almacenes de  trigo en India. El polvo de neem repele muchos insectos a causa de su olor fuerte, pero por lo general no mata los insectos, de todas formas es útil para proteger los granos durante las infestaciones.